# Resolutie 2332 Veiligheidsraad Verenigde Naties
Resolutie 2332 van de Veiligheidsraad van de Verenigde Naties werd door de VN-Veiligheidsraad unaniem aangenomen op 21 december 2016, en verlengde de toestemming aan hulporganisaties om via bepaalde grensovergangen door Syrië te trekken om noodhulp te leveren aan de bevolking.

## Achtergrond
In 2011 braken in navolging van andere Arabische landen ook in Syrië protesten uit tegen het regime van president Bashar al-Assad. Dat regime probeerde de protesten met harde hand neer te slaan, waarbij duizenden doden vielen. De protesten mondden gaandeweg uit in een burgeroorlog tussen de regering, verscheidene oppositiegroepen en extremistische groeperingen. Een van die groeperingen was Islamitische Staat, dat niet enkel in Syrië en Irak gewelddaden beging, maar ook terreuraanslagen pleegde in andere landen. Daarom voerden een aantal landen, waaronder de VS, Rusland en Frankrijk, luchtaanvallen uit op IS-bolwerken in Syrië. Westerse landen steunden de rebellen, terwijl Rusland Assad bleef steunen en ook de rebellen bombardeerde. In 2016 vielen troepen uit buurland Turkije Syrië binnen, ter ondersteuning van de rebellen, maar ook tegen de door het Westen gesteunde Koerdische rebellen.

## Inhoud
Het geweld in Syrië liep verder uit de hand, en had inmiddels een kwart miljoen doden en 4,8 miljoen vluchtelingen gemaakt. 13,5 miljoen mensen hadden medische hulp nodig, waarvan 6,3 miljoen ontheemden en 3,9 miljoen op moeilijk bereikbare plaatsen. Honderdduizenden van die laatste groep zaten vast in belegerd gebied. 3 miljoen mensen kregen voedselhulp en 2,5 miljoen werden voorzien van water en sanitair.
Eerdere resoluties om het leed van de Syrische bevolking te verlichten werden nauwelijks uitgevoerd. Bevolkte gebieden werden belegerd en bestookt met artillerie, mortieren, vatenbommen, autobommen en luchtaanvallen. Het uithongeren van de bevolking werd als oorlogstactiek gebruikt en er werd allerlei geweld tegen hen gebruikt. Ook hulpkonvooien werden geweigerd of aangevallen en geplunderd, en de hulpverleners werkten er in zeer moeilijke omstandigheden. Van alle partijen, en de Syrische overheid in het bijzonder, werd geëist dat ze hun verplichtingen onder het internationaal humanitair recht zouden naleven.
In 2016 was ongeveer 16% van het door Islamitische Staat gecontroleerde grondgebied in Syrië en Irak herroverd door leger en rebellen. In de gebieden die ze nog wel controleerden was de humanitaire situatie slecht, en waren honderdduizenden op de vlucht.
De toestemming die middels resolutie 2165 was verleend aan hulporganisaties om via vier grensovergangen door de conflictgebieden in Syrië te trekken teneinde noodhulp tot bij de bevolking te brengen, werd verlengd tot 10 januari 2018.
Lijst ·  2260 ·  2261 ·  2262 ·  2263 ·  2264 ·  2265 ·  2266 ·  2267 ·  2268 ·  2269 ·  2270 ·  2271 ·  2272 ·  2273 ·  2274 ·  2275 ·  2276 ·  2277 ·  2278 ·  2279 ·  2280 ·  2281 ·  2282 ·  2283 ·  2284 ·  2285 ·  2286 ·  2287 ·  2288 ·  2289 ·  2290 ·  2291 ·  2292 ·  2293 ·  2294 ·  2295 ·  2296 ·  2297 ·  2298 ·  2299 ·  2300 ·  2301 ·  2302 ·  2303 ·  2304 ·  2305 ·  2306 ·  2307 ·  2308 ·  2309 ·  2310 ·  2311 ·  2312 ·  2313 ·  2314 ·  2315 ·  2316 ·  2317 ·  2318 ·  2319 ·  2320 ·  2321 ·  2322 ·  2323 ·  2324 ·  2325 ·  2326 ·  2327 ·  2328 ·  2329 ·  2330 ·  2331 ·  2332 ·  2333 ·  2334 ·  2335 ·  2336